# Santa Bernardina
Santa Bernardina és una localitat de l'Uruguai, ubicada al sud-oest del departament de Durazno. Té una població aproximada de 1.243 habitants, segons les dades del cens del 1996.
Es troba a 87 metres sobre el nivell del mar.
| 1963 | 1975  | 1985  | 1996  | 2004    |
| ---- | ----- | ----- | ----- | ------- |
| 897  | 1.441 | 1.371 | 1.243 | {{{5}}} |